# Michael Ball (Sänger)

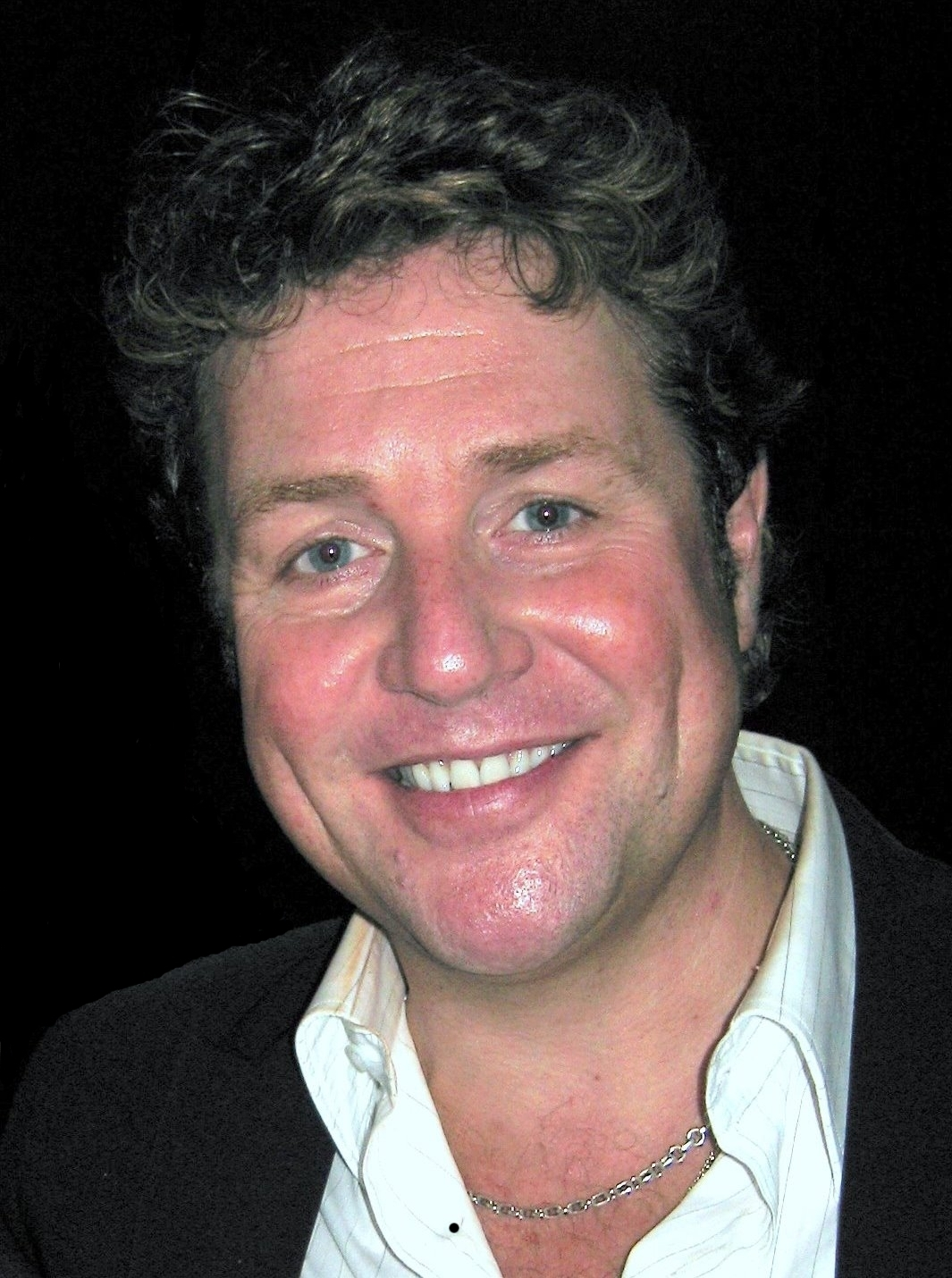
Michael Ball (2006)

Michael Ashley Ball OBE (* 27. Juni 1962 in Bromsgrove, Worcestershire, England) ist ein britischer Schauspieler, Sänger sowie Radio- und Fernsehmoderator.

## Karriere
Seinen ersten Auftritt im Londoner West End hatte Michael Ball 1985 als Marius Pontmercy in dem Musical Les Misérables von Claude-Michel Schönberg und Alain Boublil. Im Jahre 1987 übernahm er die Rolle des Raoul im Phantom der Oper. Er belegte 1989 mit dem Lied Love Changes Everything aus dem Musical Aspects of Love, in dem er sowohl in London als auch am Broadway die Rolle des Alex spielte, Platz zwei in den britischen Single-Charts. Anfang 1992 wurde er intern ausgewählt, das Vereinigte Königreich beim Eurovision Song Contest 1992 zu vertreten. Beim Vorentscheid durfte er acht Titel vortragen, aus denen per Televoting das Siegerlied One Step Out of Time ermittelt wurde. Die meisten dieser acht Lieder fanden sich später auf Balls selbstbetitelten Debütalbum, das Platz eins der britischen Album-Charts erreichte. Mit One Step Out of Time erreichte Ball schließlich den zweiten Platz im Finale des Eurovision Song Contests.
Seit 1992 erschienen weit über 20 Alben von Ball, die zum großen Teil die britischen Charts erreichen und mit Silber, Gold oder Platin ausgezeichnet wurden. Besonders erfolgreich ist seit 2016 die Zusammenarbeit mit dem Tenor Alfie Boe, die drei Nummer-eins-Alben in Folge brachte. Im April 2020 erreichte er zudem Platz eins der Single-Charts mit einer Version des Klassikers You’ll Never Walk Alone, die er mit dem ehemaligen Offizier und Weltkriegsveteranen Tom Moore und dem NHS Voices of Care Choir eingespielt hatte.
Im Jahre 2002 spielte er in London den Caractacus Potts im Musical Tschitti Tschitti Bäng Bäng. In der All-Star Aufführung von Les Misérables spielte er den Javert.

## Auszeichnungen
Ball ist zweifacher Preisträger des Laurence Olivier Award in der Kategorie Bester Schauspieler in einem Musical. Im Jahr 2008 gewann er den Preis für Edna Turnblad im Musical Hairspray, 2013 für die Hauptrolle in der Neuinszenierung von Sweeney Todd: The Demon Barber of Fleet Street. Er wurde 2015 für seine Verdienste um das Musicaltheater zum Officer des Order of the British Empire (OBE) ernannt.

## Diskografie

### Alben
| Jahr | Titel                     | Höchstplatzierung, Gesamtwochen, AuszeichnungChartsChartplatzierungen (Jahr, Titel, Platzierungen, Wochen, Auszeichnungen, Anmerkungen) | Anmerkungen                                           |
| Jahr | Titel                     | UK | Anmerkungen                                           |
| ---- | ------------------------- | --- | ----------------------------------------------------- |
| 1992 | Michael Ball              | UK1 Gold · (10 Wo.)UK |                                                       |
| 1993 | West Side Story           | UK33 (5 Wo.)UK | mit Barbara Bonney                                    |
| 1993 | Always                    | UK3 Gold · (11 Wo.)UK |                                                       |
| 1994 | One Careful Owner         | UK7 Gold · (6 Wo.)UK |                                                       |
| 1996 | First Love                | UK4 Silber · (8 Wo.)UK |                                                       |
| 1996 | The Musicals              | UK20 Gold · (12 Wo.)UK |                                                       |
| 1998 | The Movies                | UK13 Platin · (19 Wo.)UK |                                                       |
| 2000 | This Time It’s Personal   | UK20 Gold · (8 Wo.)UK | Erstveröffentlichung: 30. Oktober 2000                |
| 2001 | Centre Stage              | UK11 Gold · (9 Wo.)UK | Erstveröffentlichung: 28. September 2001              |
| 2003 | A Love Story              | UK41 (2 Wo.)UK | Erstveröffentlichung: 20. Oktober 2003                |
| 2005 | Music                     | UK11 Gold · (10 Wo.)UK |                                                       |
| 2006 | One Voice                 | UK22 Silber · (6 Wo.)UK | Erstveröffentlichung: 30. Oktober 2006                |
| 2007 | Back to Bacharach         | UK20 (6 Wo.)UK | Erstveröffentlichung: 22. Oktober 2007                |
| 2011 | Heroes                    | UK10 (7 Wo.)UK | Erstveröffentlichung: 14. März 2011                   |
| 2013 | Both Sides Now            | UK8 Silber · (10 Wo.)UK | Erstveröffentlichung: 25. Februar 2013                |
| 2014 | If Everyone Was Listening | UK21 (5 Wo.)UK | Erstveröffentlichung: 17. November 2014               |
| 2016 | Together                  | UK1 ×2Doppelplatin · (36 Wo.)UK | Erstveröffentlichung: 4. November 2016 mit Alfie Boe  |
| 2017 | Together Again            | UK1 Platin · (19 Wo.)UK | Erstveröffentlichung: 27. Oktober 2017 mit Alfie Boe  |
| 2019 | Coming Home to You        | UK1 (9 Wo.)UK | Erstveröffentlichung: 22. März 2019                   |
| 2019 | Back Together             | UK2 Gold · (16 Wo.)UK | Erstveröffentlichung: 8. November 2019 mit Alfie Boe  |
| 2020 | Together at Christmas     | UK1 Gold · (19 Wo.)UK | Erstveröffentlichung: 20. November 2020 mit Alfie Boe |
| 2021 | We Are More Than One      | UK2 (3 Wo.)UK | Erstveröffentlichung: 7. Mai 2021                     |
| 2022 | Together in Vegas         | UK3 (9 Wo.)UK | Erstveröffentlichung: 28. Oktober 2022 mit Alfie Boe  |
| 2024 | Together at Home          | UK1 (7 Wo.)UK | Erstveröffentlichung: 8. November 2024 mit Alfie Boe  |

Weitere Alben
- 1989: Rage of the Heart (mit Janet Mooney)
- 1997: The Musicals and More
- 1999: In Concert – Royal Albert Hall/Christmas (UK: Gold)
- 2000: Christmas (UK: Gold)
- 2001: Stage and Screen (UK: Gold)
- 2003: A Song for You (UK: Gold)
- 2003: Leonard Bernstein’s West Side Story (Royal Philharmonic Orchestra und Chor mit Michael Ball, Barbara Bonney und Barry Wordsworth)
- 2017: Solo & Apart (UK: Silber)

### Kompilationen
| Jahr | Titel                                                              | Höchstplatzierung, Gesamtwochen, AuszeichnungChartsChartplatzierungen (Jahr, Titel, Platzierungen, Wochen, Auszeichnungen, Anmerkungen) | Anmerkungen                        |
| Jahr | Titel                                                              | UK | Anmerkungen                        |
| ---- | ------------------------------------------------------------------ | --- | ---------------------------------- |
| 1994 | The Best Of                                                        | UK25 Gold · (7 Wo.)UK |                                    |
| 1999 | The Very Best of Michael Ball: In Concert at the Royal Albert Hall | UK18 Silber · (7 Wo.)UK |                                    |
| 2004 | Love Changes Everything – The Essential                            | UK21 Gold · (9 Wo.)UK |                                    |
| 2009 | The Very Best Of – Past & Present                                  | UK11 Silber · (6 Wo.)UK | Erstveröffentlichung: 9. März 2009 |

Weitere Kompilationen
- 1995: The Collection (UK: Gold)
- 1998: Songs of Love (UK: Silber)
- 2003: I Dreamed a Dream

### Singles
| Jahr | Titel Album                                | Höchstplatzierung, Gesamtwochen, AuszeichnungChartsChartplatzierungen (Jahr, Titel, Album, Platzierungen, Wochen, Auszeichnungen, Anmerkungen) | Anmerkungen                                          |
| Jahr | Titel Album                                | UK | Anmerkungen                                          |
| ---- | ------------------------------------------ | --- | ---------------------------------------------------- |
| 1989 | Love Changes Everything Aspects of Love    | UK2 Silber · (15 Wo.)UK |                                                      |
| 1989 | The First Man You Remember Aspects of Love | UK68 (4 Wo.)UK | mit Diana Morrison                                   |
| 1991 | It’s Still You –                           | UK58 (2 Wo.)UK |                                                      |
| 1992 | One Step Out of Time Michael Ball          | UK20 (7 Wo.)UK |                                                      |
| 1992 | If I Can Dream Always                      | UK51 (2 Wo.)UK |                                                      |
| 1993 | Sunset Boulevard The Musicals              | UK72 (1 Wo.)UK |                                                      |
| 1994 | From Here to Eternity One Careful Owner    | UK36 (4 Wo.)UK |                                                      |
| 1994 | The Lovers We Were One Careful Owner       | UK63 (2 Wo.)UK |                                                      |
| 1994 | Wherever You Are One Careful Owner         | UK80 (2 Wo.)UK |                                                      |
| 1995 | The Rose First Love                        | UK42 (4 Wo.)UK |                                                      |
| 1996 | (Something Inside) So Strong First Love    | UK40 (2 Wo.)UK |                                                      |
| 2020 | You’ll Never Walk Alone –                  | UK1 (2 Wo.)UK | mit Captain Tom Moore & The NHS Voices of Care Choir |

Weitere Singles
- 1999: Hot Stuff
- 2013: Fight the Fight

### Videoalben
| Jahr | Titel                           | Höchstplatzierung, Gesamtwochen, AuszeichnungChartsChartplatzierungen (Jahr, Titel, Platzierungen, Wochen, Auszeichnungen, Anmerkungen) | Anmerkungen   |
| Jahr | Titel                           | UK | Anmerkungen   |
| ---- | ------------------------------- | --- | ------------- |
| 2009 | Past & Present Tour – Live      | UK3 Gold · (17 Wo.)UK |               |
| 2013 | Both Sides Now (Live In London) | UK5 (28 Wo.)UK |               |
| 2020 | Back Together – Live in Concert | UK1 Platin · (… Wo.)UK | mit Alfie Boe |

Weitere Videoalben
- 2000: Live At The Royal Albert Hall (UK: ×2Doppelplatin )
- 2004: Live In London (UK: Gold)